# Główny Instytut Przemysłu Rolnego i Spożywczego
Główny Instytut Przemysłu Rolnego i Spożywczego – jednostka naukowo-badawcza podległa Ministrowi Przemysłu Rolnego i Spożywczego, istniejąca w latach 1949–1954, mająca na celu rozwój produkcji przemysłowej w dziedzinie przemysłu rolnego i spożywczego.

## Powstanie Instytutu
Instytut ustanowiono na podstawie zarządzenie Ministra Przemysłu Rolnego i Spożywczego z 1949 o utworzeniu Głównego Instytutu Przemysłu Rolnego i Spożywczego.

## Organy Instytutu
Władzami Instytutu były dyrekcja i rada naukowa.
Organem zarządzającym była dyrekcja powoływana i zwalniana przez Ministra Przemysłu Rolnego i Spożywczego i składająca się z dyrektora naczelnego, reprezentującego dyrekcję samodzielnie oraz podległych mu trzech dyrektorów, z których dwaj to naukowo-techniczni i jeden finansowo-administracyjny.
Rada naukowa składała się z członków powoływanych i odwoływanych przez Ministra Przemysłu Rolnego i Spożywczego. Sprawowała ona bezpośredni nadzór nad działalnością Instytutu oraz wykonywała czynności określone w statucie.  

## Nadzór nad Instytutem
Zwierzchni nadzór na Instytutem sprawował Minister Przemysłu Rolnego i Spożywczego w  porozumieniu z Przewodniczącym Państwowej Komisji Planowania Gospodarczego i Ministrem Skarbu.

## Przekształcenie Instytutu
Na podstawie uchwały 534 Rady Ministrów z 1954 w sprawie przekształcenia Głównego Instytutu Przemysłu Rolnego i Spożywczego, Instytut przekształcono w Instytut Przemysłu Fermentacyjnego.